# Synthymia australis
Synthymia australis là một loài bướm đêm trong họ Noctuidae.